# ACMAT
A ACMAT (Ateliers de Construction Mécanique de L'Atlantique, conhecida também como ALM-ACMAT) (desde 22 de maio de 2006 é uma subdivisão da Renault Trucks) é um produtor francês de veículos cross country e militares táticos desde 1958.
Os produtos da ACMAT tem foco nos mercados africanos e asiáticos, mas também encontram compradores locais, sendo 80% de sua produção destinada à exportações. Uma das particularidades dos produtos da empresa são a possibilidade de intercambio entre as peças de seus modelos.

## Produtos
Atuais
- ALTV (ACMAT Light Tactical Vehicle) - veículo leve 4x4 disponibilizado em 8 versões.[2]
- VLRA2 - 11 versões diferentes[3]
- BASTION - derivado do VLRA mais blindado 5 versões[4]

Descontinuados
- VLA - 4 versões
- VLRA - 36 versões
- VLRB
  - FCLV

## Galeria

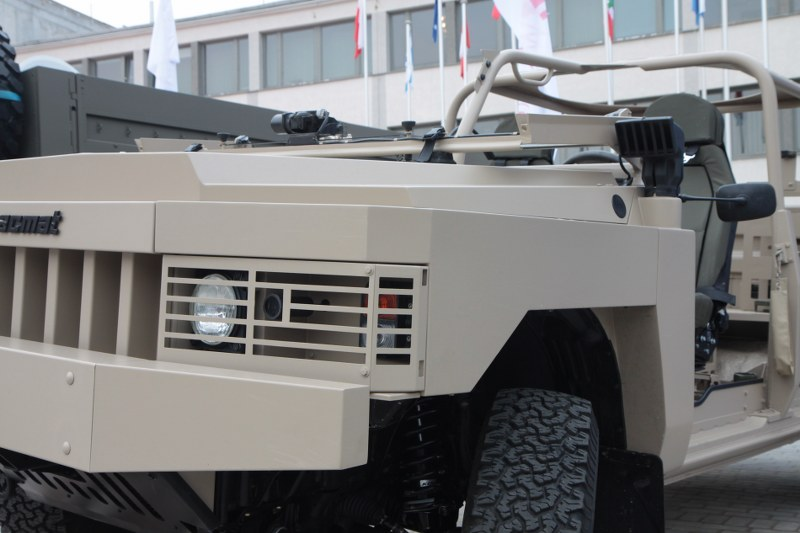
ACMAT ALTV
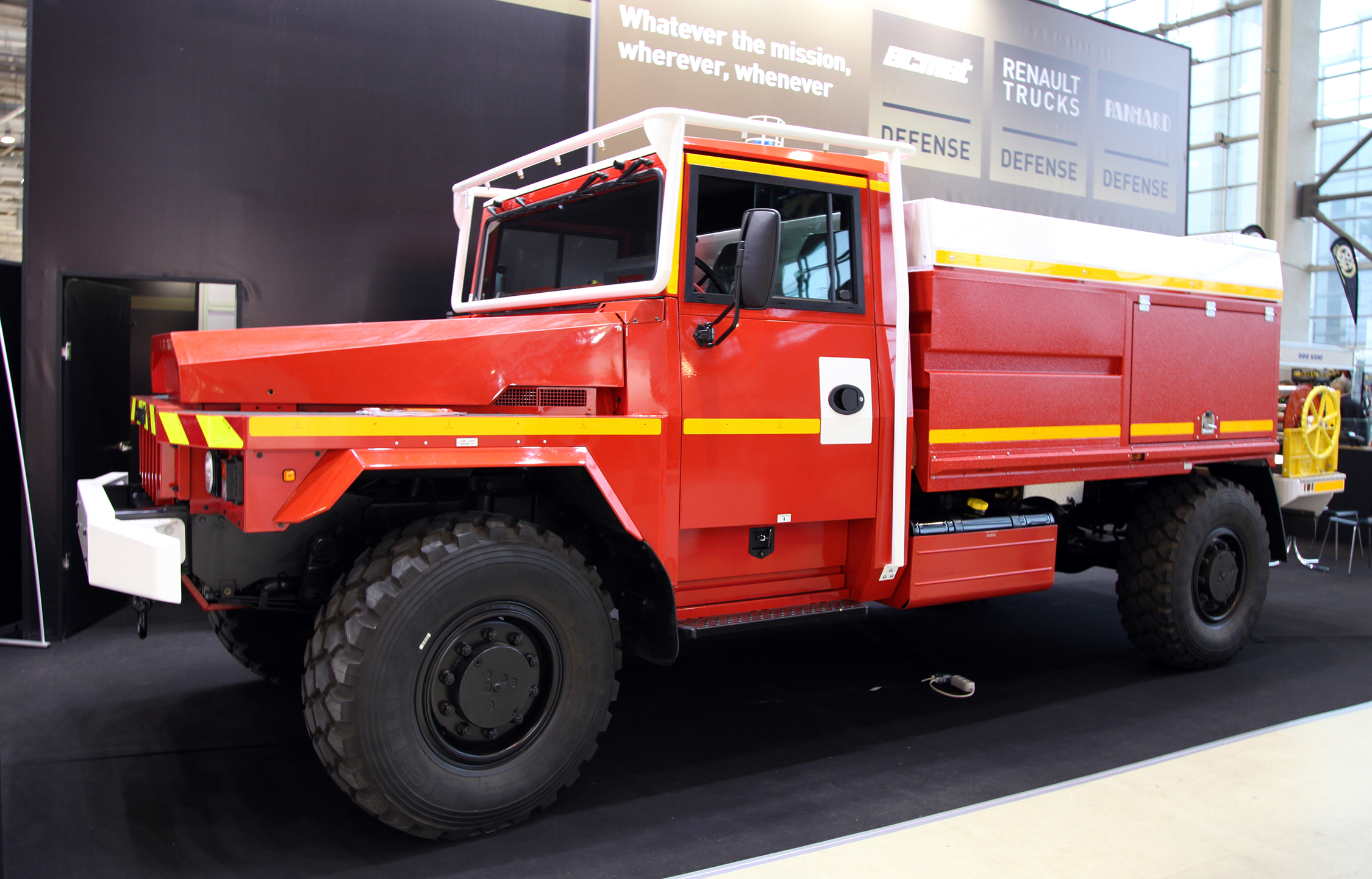
ACMAT VLRA2 viatura de combate a incêndio
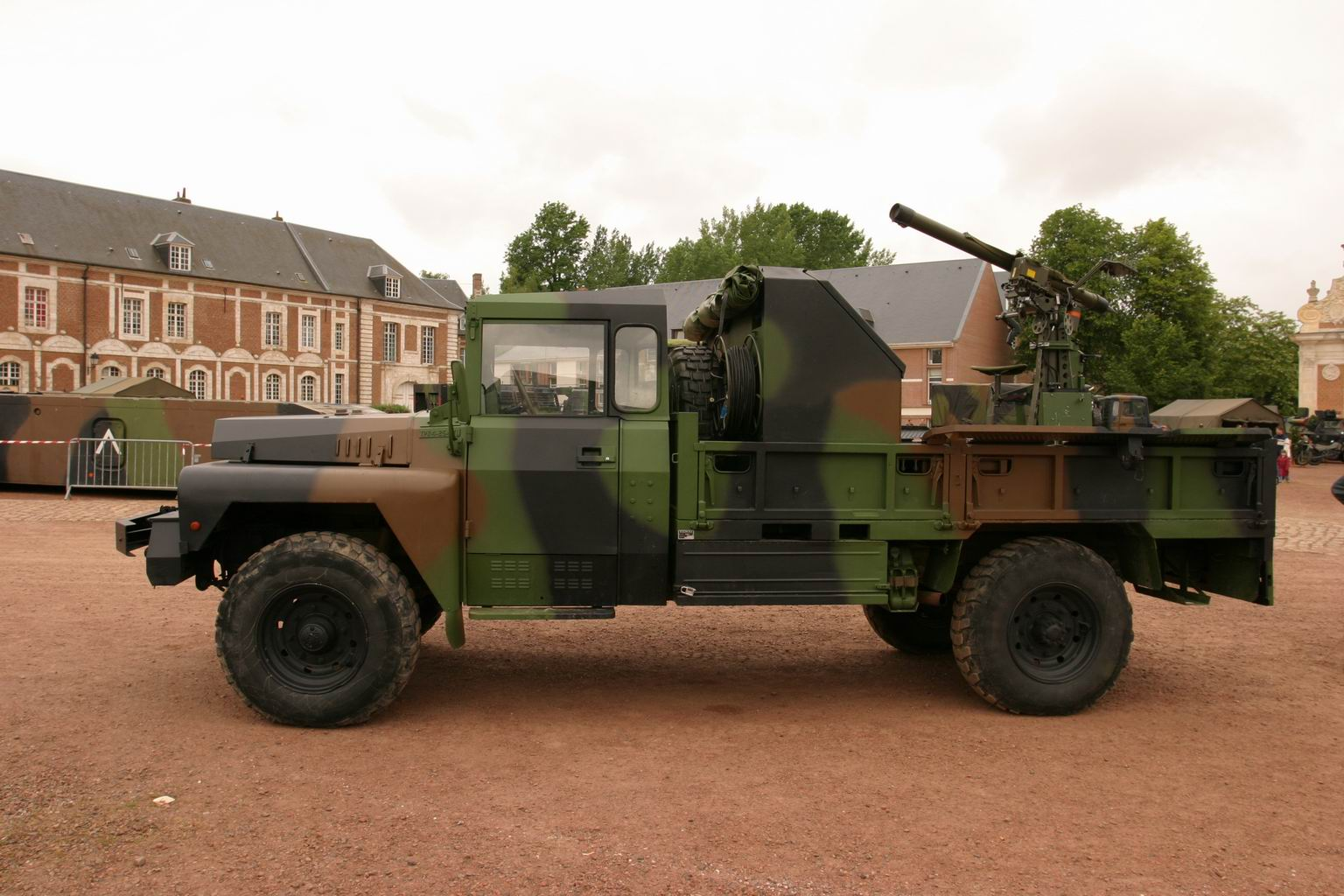
VLRA TPK 4.25 com lançador de mísseis Mistral
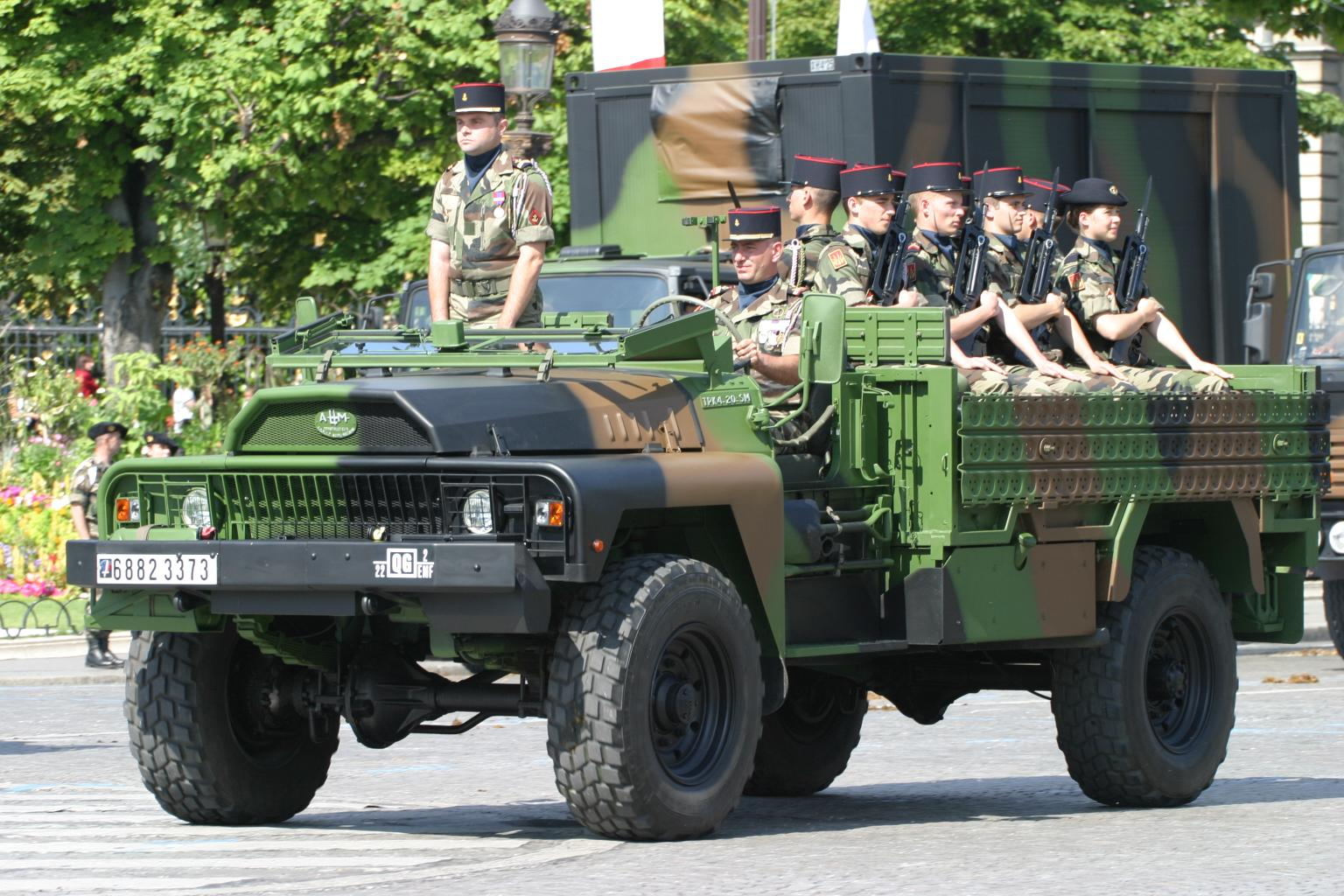
VLRA TPK 4.20
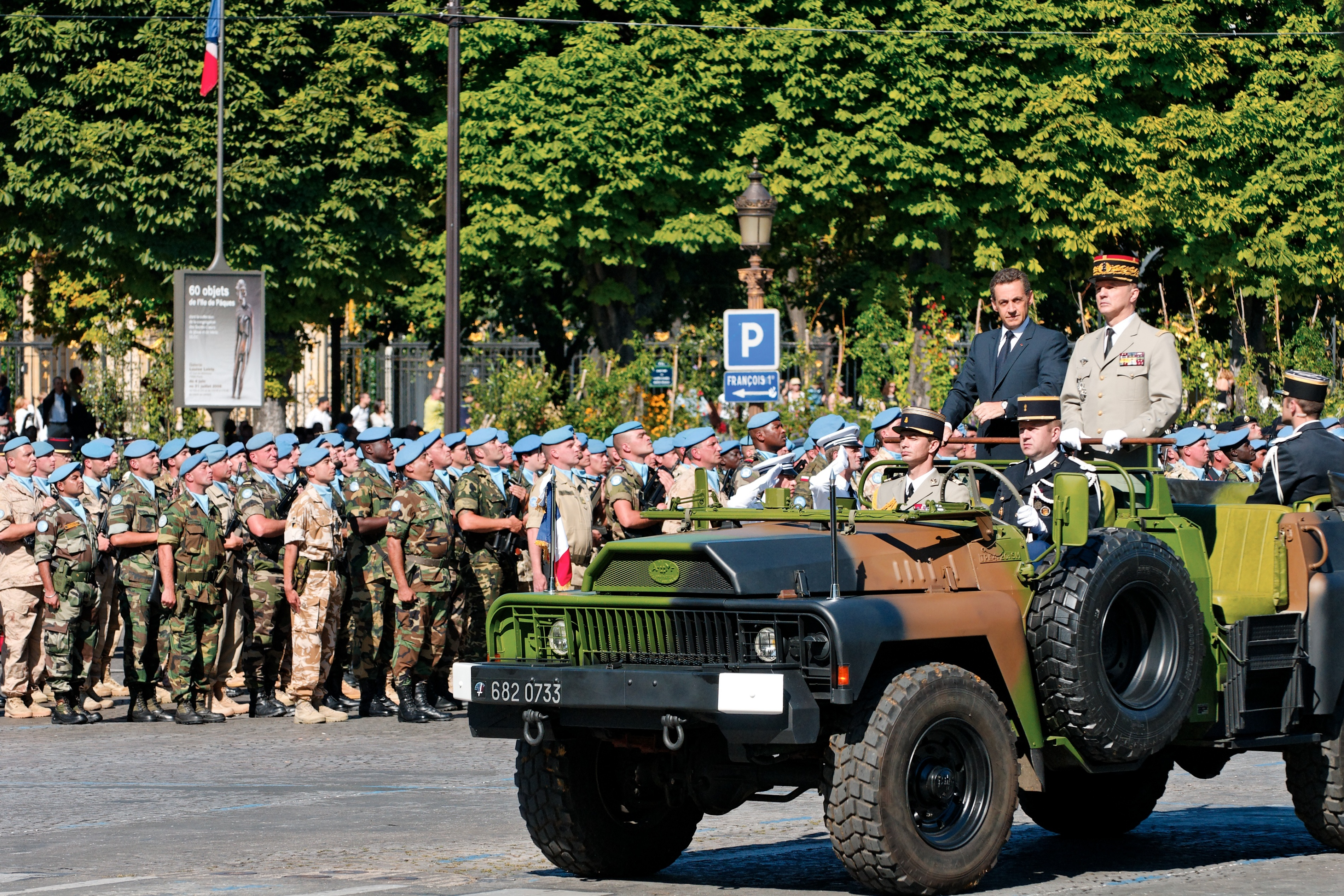
O ex-presidente Nicolas Sarkozy desfilando em um veículo de comando ACMAT em 2008
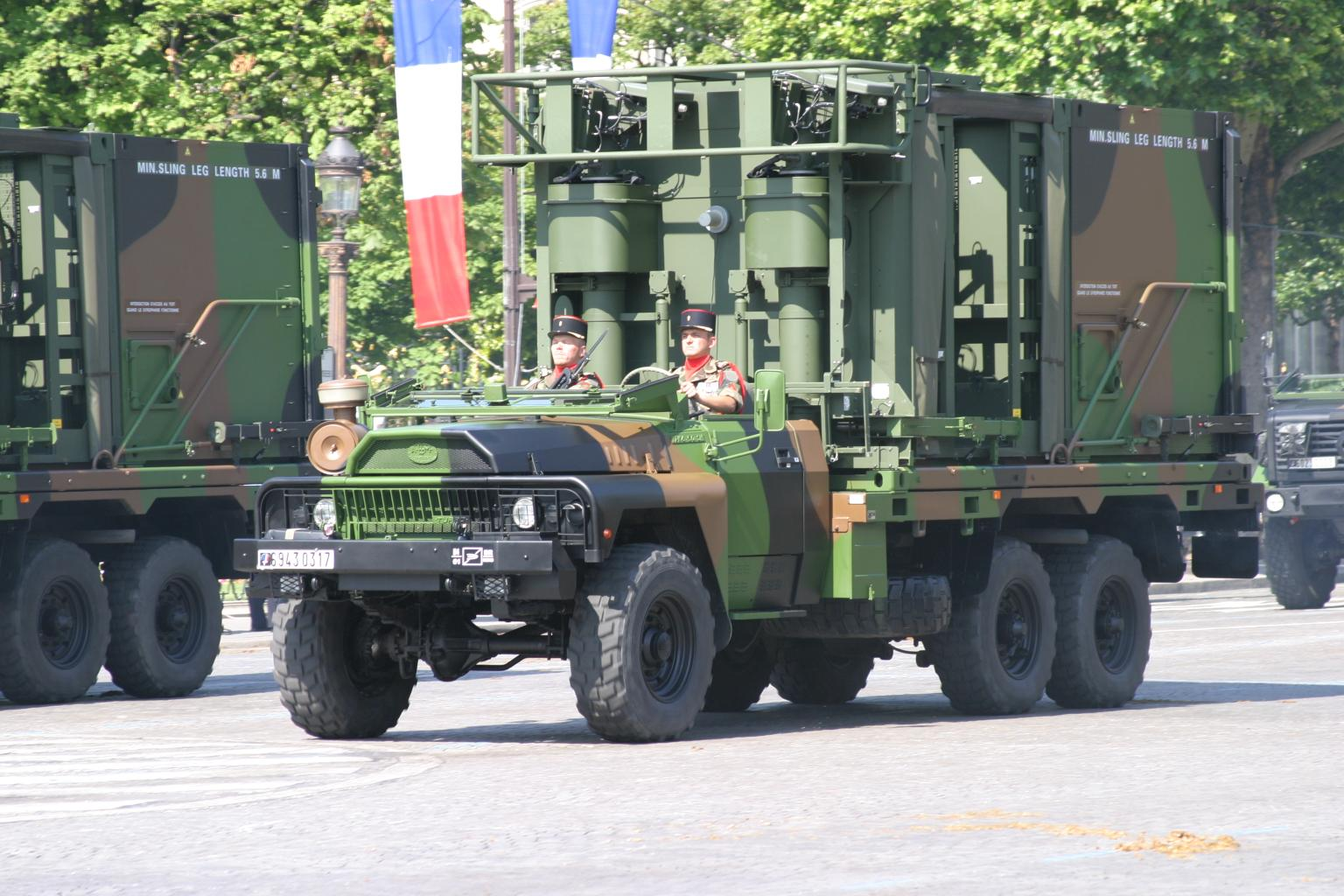
VLRA TPK 6.50 SH 009 FR
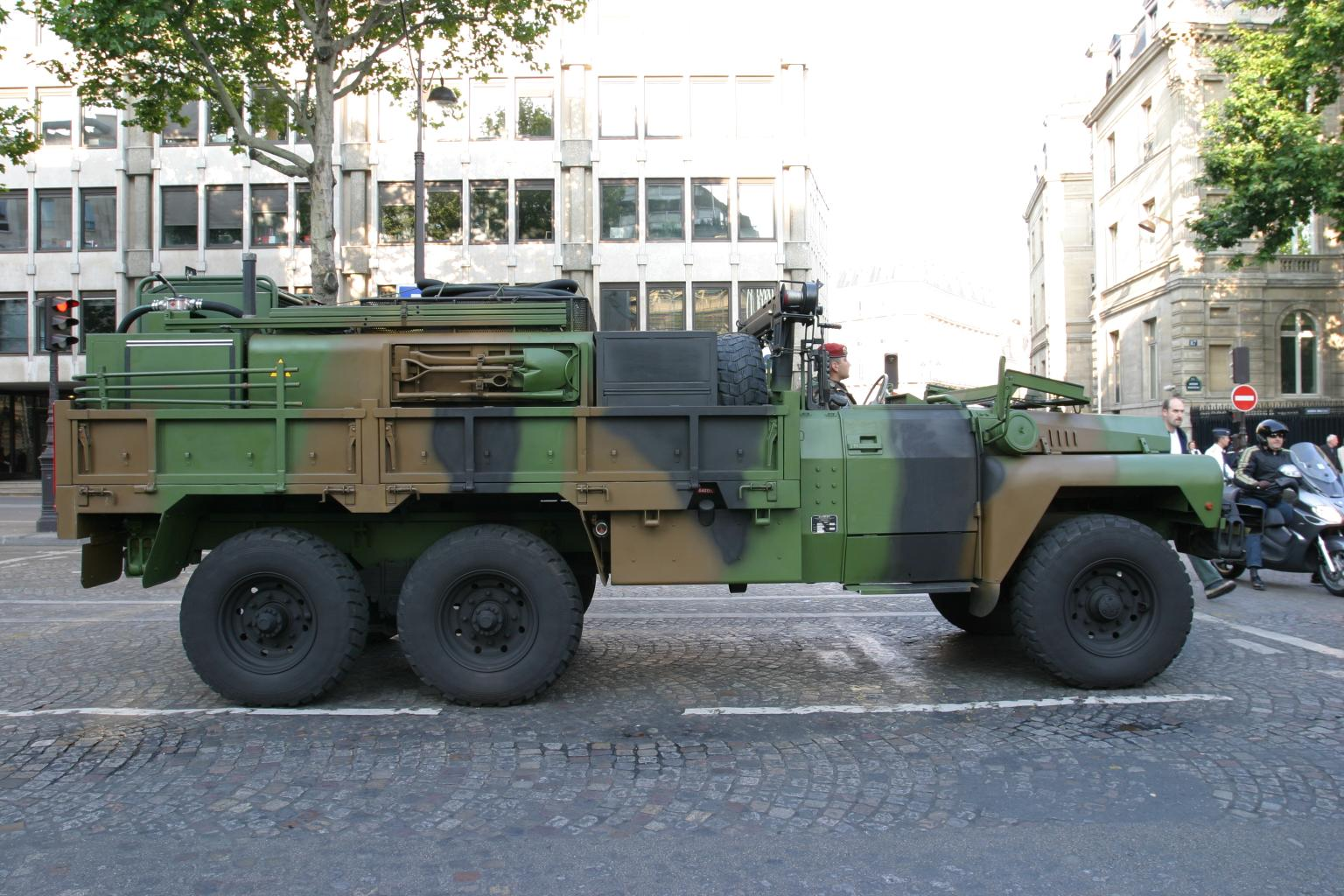
VLRA TPK 6.40 SM3 NBC 005 FR
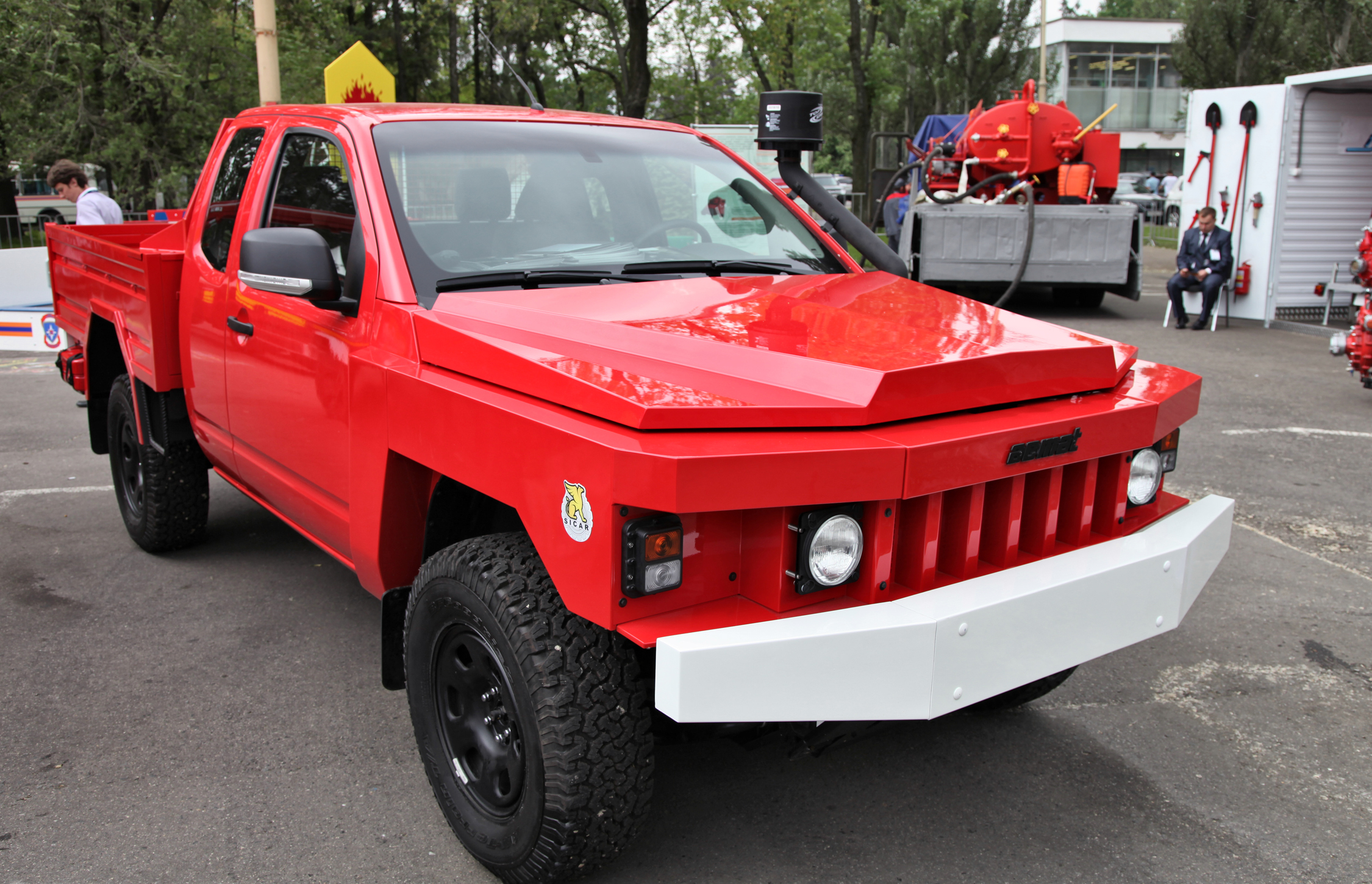
ACMAT ALTV SC
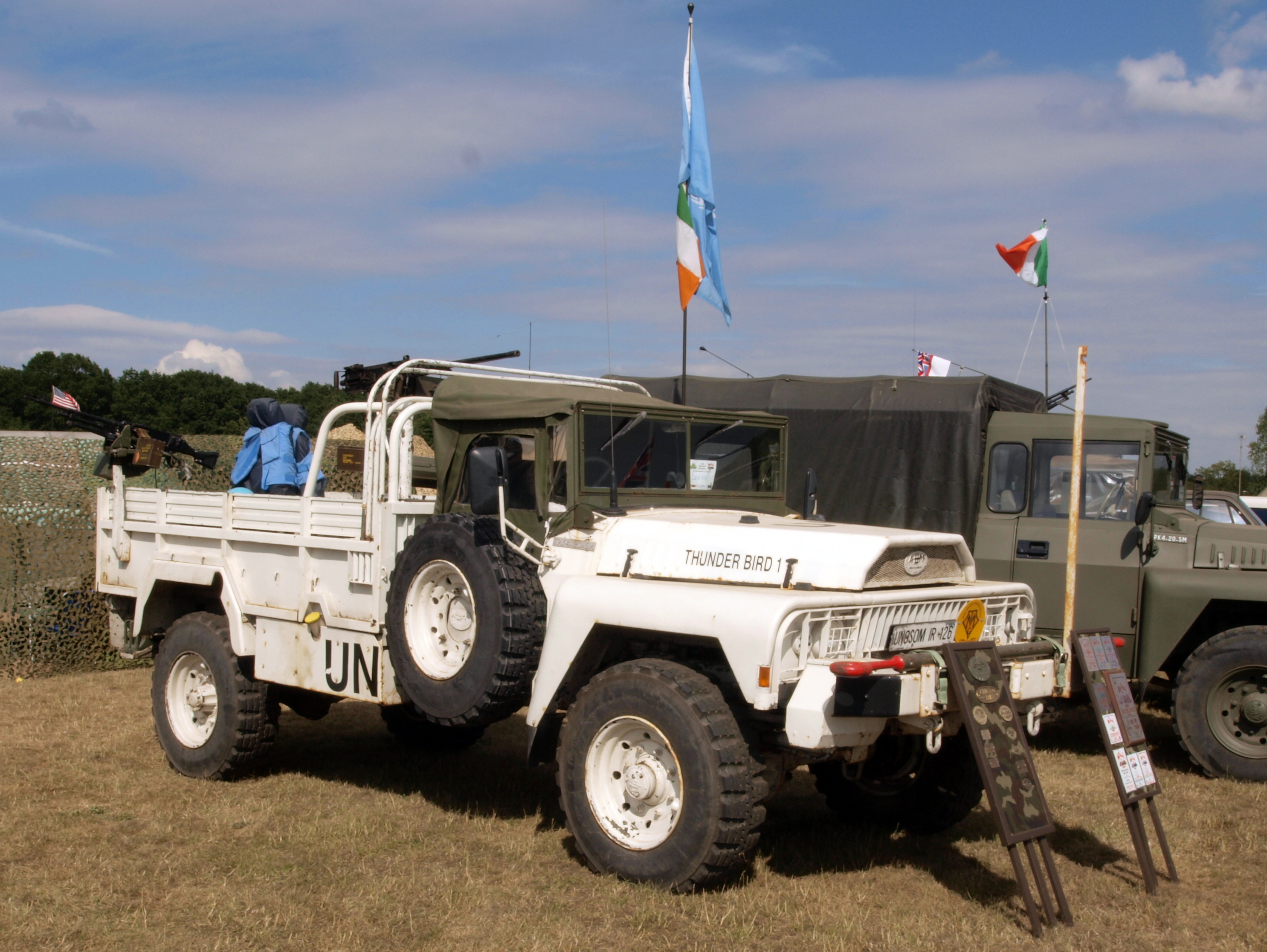
ACMAT VLRA das Nações Unidas